# Hoornparkiet
De hoornparkiet (Eunymphicus cornutus) is een vogel uit de familie Psittaculidae (papegaaien van de Oude Wereld). Het is een endemische  soort parkiet van het eiland  Nieuw-Caledonië.

## Kenmerken
De vogel is gemiddeld 32 cm lang. De vogel is nauw verwant aan de ouvéahoornparkiet. Beide soorten zijn overwegend groen gekleurd, op de borst en buik meer neigend naar geel en ook de stuit, oorstreek en de nek zijn geelgroen. De veren op de kop zijn gelig en de kruin is opvallend rood (de ouvéahoornparkiet heeft minder rood) en op de kop (kruin) zitten een paar lange zwarte sierveren met een rode punt. De vogel heeft een zwart "gezicht". In de vleugels (slagpennen) en in de staart zitten licht violetkleurige veren.

## Verspreiding en leefgebied
Deze soort is komt voor op Nieuw-Caledonië. Het leefgebied bestaat uit regenwoud tot op 1500 m boven de zeespiegel. De vogel wordt ook aangetroffen in savannegebied en in struikvegetaties in bergachtig terrein.

## Status
De hoornparkiet heeft een beperkt verspreidingsgebied  met een versnipperd leefgebied; daardoor is er de kans op  uitsterven. De grootte van de populatie wordt geschat op 8.000 tot 9.000 individuen. Dit aantal ging in 2013 weer iets vooruit dankzij beschermingmaatregelen. Het leefgebied neemt echter nog steeds in oppervlakte af en daarnaast vormen onder andere geïntroduceerde ziekteverwekkers een bedreiging. Om deze redenen blijft deze parkiet als kwetsbaar op de Rode Lijst van de IUCN.